# Muchalinda

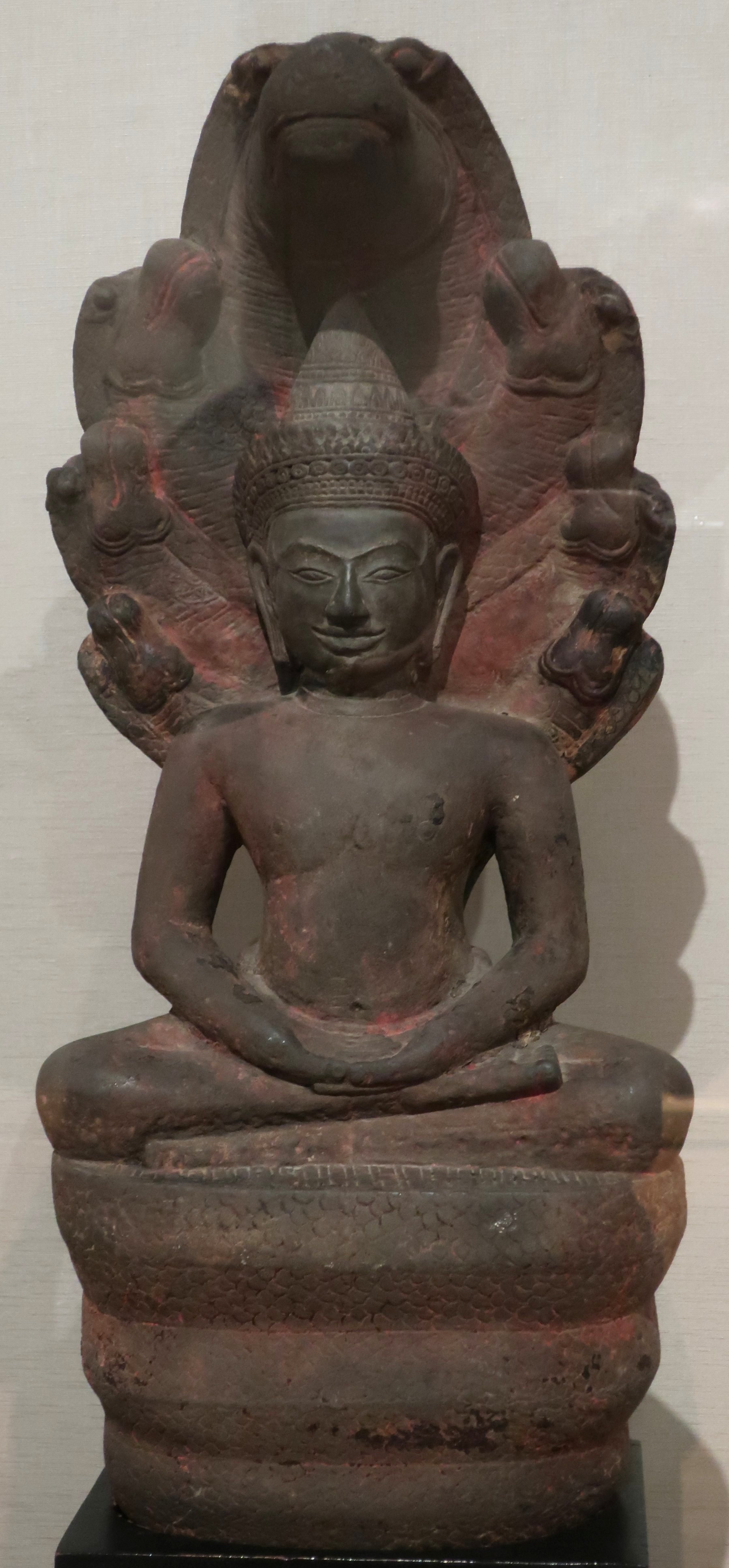
Muchalinda protégeant le Bouddha, grès avec des traces de pigment et de l'or, Honolulu Academy of Arts

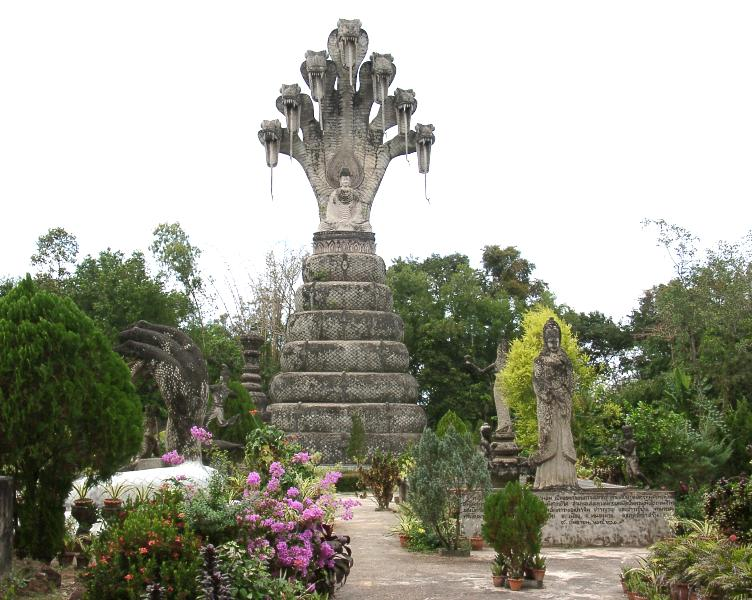
Représentation géante de Muchalinda (25m), œuvre de Bunleua Sulilat, parc de Sala Keoku

Muchalinda, Mucalinda ou Mucilinda est le nâga qui sauva le Bouddha d’une inondation lors de sa longue méditation après son Éveil à Bodh-Gaya.

## Mythologie
Une terrible averse eut lieu, mettant en crue le lac voisin de l'arbre de l'Éveil. Tout à sa méditation sous un arbre, le Bouddha ne s'en aperçut pas et continua de méditer en dépit du danger. Muchalinda, le roi-nâga vivant dans l’arbre ou le lac, le suréleva ou l’entoura de sept anneaux et l'abrita de la pluie grâce à ses sept capuchons. 
Muchalinda est aussi donné comme le nom de l’arbre sous lequel méditait le Bouddha. Il existe à Bodh-Gaya un étang de Muchalinda.

## Art
Muchalinda protégeant le Bouddha est un thème fréquent dans l’iconographie bouddhiste theravada. On le trouve dès le IIIe siècle à Nâgârjunakonda, puis à Borobudur ; au XIIIe siècle à Angkor. Au Japon, il est parfois représenté au plafond des salles de méditation des temples zen où il protège les méditants.
Mucalinda apparait dans le roman Île d'Aldous Huxley.